# (174) Fedra
(174) Fedra és un asteroide que forma part del cinturó d'asteroides descobert per James Craig Watson el 2 
de setembre de 1877 des de l'observatori Detroit d'Ann Arbor, als Estats Units d'Amèrica. Fedra, un personatge de la mitologia grega és qui li dona nom.
Phaedra orbita a una distància mitjana del Sol de 2,861 ua, i pot allunyar-se'n fins a 3,27 ua. Té una inclinació orbital de 12,13° i una excentricitat de 0,1432. Fa una òrbita al voltant del Sol al cap de 1.767 dies.